# بندر چارک
بندرچارک شهری از توابع بخش شیبکوه شهرستان بندر لنگه در استان هرمزگان ایران است.
شهر چارک را «بندر چارک» نیز می‌نامند. در لغت‌نامه دهخدا راجع به پیشینه تاریخی بندر چارک می‌خوانیم، بندری از بخش شیبکوه است که در شهرستان بندر لنگه واقع است. لنگرگاه آن برای کشتی‌های کوچک مناسب است.در ۲۵ خرداد ۱۴۰۱ زلزله ای به بزرگی ۵.۳ ریشتر بندر چارک را لرزاند که در کیش هم احساس شد و در ۴ تیر ۱۴۰۱ زلزله ۵.۷ ریشتری بار دیگر این منطقه را لرزاند زلزله ۵‌.۷ ریشتری ۳۰ درصد قلعه تاریخی آل علی چارک را تخریب کرد

## پیشینه تاریخی
چارک. [رَ] (اِخ) قریه‌ای است از قرای توابع بلوک لارستان فارس در کنار بحرالعجم واقع و جزو بنادر محسوب می‌شود. اهالی آنجا و اکثر لارستان شافعی مذهب می‌باشند. (مرآت البلدان ج ۴ ص ۵۰) و مؤلف فارسنامه ذیل «ناحیهٔ شیب کوه لارستان» نویسد: قصبهٔ این ناحیهٔ «بندر چارک» است به مسافت بیست و پنج فرسخ از شهر لار دور افتاده‌است… و رجوع به جغرافی سیاسی کیهان ص ۴۸۳ شود.

## نام‌گذاری
روایت است که زنی در آن ناحیه بوده به نام «رقیه» چاه آبی داشته که آبش شیرین بوده و آب از چاه می‌کشیده و می‌فروخته، آن چاه بین مردم منطقه به «چاه رقیه» مشهور می‌گردد، که با گذشت زمان به چارک تبدیل می‌شود، و هم چنین منطقه نیز به نام چارک نامگذاری می‌شود.

## محدوده چارک
از شمال باوردان، از جنوب خلیج فارس، از مغرب طاحونه، و از سمت مشرق به حسینه محدود می‌گردد.

## جمعیت
جمعیت شهر بندرچارک طبق سرشماری عمومی نفوس و مسکن در سال ۱۳۸۵، برابر با ۲۹۵۸ نفر بوده‌است.
، بیشتر آن‌ها از نژاد عرب هستند، و به زبان عربی و فارسی تکلم می‌کنند.
دارای تأسیسات زیر است: مسجد، دانشگاه، بندرگاه، تلفن همراه، دبستان، برق و لوله‌کشی آب، بانک، آب‌انبار (برکه) و تلفن است.
بندر چارک هم‌اکنون شهری است با تمام امکانات دارای آب شیرین کن است که باعث شده آبش در سطح شهرستان بهترین آب باشد. دارای مدارس راهنمایی دبیرستان پیش دانشگاهی و هنرستان است و نزدیکترین جا برای رفت‌وآمد به جزیره کیش می‌باشد.

## جغرافیا و پیشینه
شهر بندر چارک در ۳۰۰ متری مشرق خلیج فارس واقع است؛ و ارتفاعش از سطح دریا ۴۰ متر است. روستای تاوونه در سمت مغرب چارک واقع شده‌است، و در سمت شمال آن روستای سکروه قرار دارد.
دهستان چارک در گذشته مقر حکمرانی قبیله (آل علی) بود، چون قبیله آل علی بر این منطقه حاکم بودند.

## آثار
قلعه بزرگی در دهستان چارک وجود دارد که مقر حاکم وقت بوده‌است، این قلعه شیخ صالح بن شیخ محمد آل علی یکی از حاکمان چارک ساخته‌است و مقر حکم خود قرار داده‌است.
اولین کسی که حاکم آنجا بوده‌است: شیخ محمد بن شیخ حسن آل علی بودند، اما آخرین کسی که زمام حکم در قبضه داشتند شیخ عبدالله بن شیخ محمد آل علی بوده‌است.
دهستان چارک ده آبادی است و یکی از بندرهای پرجنب‌وجوش منطقه شیبکوه‌است.